# Ludvík Hofta
Ludvík Hofta (Prága, 1899. március 30. – 1974. augusztus 24.) csehszlovák jégkorongozó, olimpikon.
Részt vett az 1924. évi téli olimpiai játékokon a jégkorongtornán, mint a csehszlovák válogatott tartalék játékos. Az olimpián nem játszott.
Klubcsapata a HC Slavia Praha volt.